# 3rd Infantry Division (USA)
3rd Infantry Division (3:e infanteridivsionen) är en infanteridivision i USA:s armé. Den bildades 1917 under första världskriget och har även sett aktiv tjänstgöring i andra världskriget, Koreakriget, Operation Desert Storm samt kriget mot terrorismen.
Från 1957 till 1996 var divisionen frambaserad i Västtyskland som en del av United States Army Europe, med sedan 1996 är huvuddelen förlag till Fort Stewart i Georgia som en del av United States Army Forces Command/XVIII Airborne Corps. Vissa av de ingående förband är förlagda till Fort Benning och Hunter Army Airfield i samma delstat.
Medal of Honor har delats ut 61 gånger till soldater i som ingått i divisionens förbands, vilket är flest antal gången för en division i USA:s armé. En av dessa var Audie Murphy.